# ジャスティン・アンダーソン
ジャスティン・ラマー・アンダーソン（Justin Lamar Anderson、1993年11月19日 - ）は、アメリカ合衆国バージニア州モントロス出身のプロバスケットボール選手。ポジションはシューティングガード。

## 経歴
バージニア大学で3年間プレーし、3年生時には平均12.5得点、3ポイントシュートの成功率は、前年比より大幅に上昇し、45.6%を記録するなど大きく成長したところで2015年のNBAドラフトにアーリーエントリーを表明。21位でダラス・マーベリックスから指名され、NBAサマーリーグを経て8月1日に正式に契約した。
2017年2月23日、ナーレンズ・ノエルとのトレードでフィラデルフィア・76ersに移籍した。
2021年12月21日、オミクロン株によるクラスター発生により選手不足に陥ったクリーブランド・キャバリアーズと10日間契約を締結。キャバリアーズとの契約終了後はインディアナ・ペイサーズに10日間契約で加入した。

### スペインでのキャリア、ユーロリーグ(2023-)

#### 2023-2024シーズン

##### CBブレオガン(2023)
2023年10月25日、リーガACBとバスケットボール・チャンピオンズリーグに所属するCBブレオガンへの加入が発表された。契約期間は2ヶ月。リーガACBでは8試合に出場し、1試合平均23.9分の出場で、11.6得点、3.0リバウンド、2.0アシスト、1.5スティール、1.0ブロック、2.8ターンオーバー、フィールドゴール成功率36.7パーセント、フリースロー成功率89.3パーセント、バスケットボール・チャンピオンズリーグでは4試合に出場し、1試合平均29.3分の出場で、14.8得点、3.8アシスト、3.5リバウンド、2.3スティール、1.0ブロック、3.3ターンオーバー、フィールドゴール成功率54.5パーセントという成績を残した。

##### バレンシア・バスケット(2023-2024)
2023年12月25日、CBブレオガンと同じリーガACBに所属し、ユーロリーグにも所属しているバレンシア・バスケットへの加入が発表された。契約期間は45日だったが、2024年2月6日、シーズン終了までの契約を締結した。リーガACBでは16試合に出場し、1試合平均20.8分の出場で、8.8得点、2.5リバウンド、1.3アシスト、スリーポイント成功率36.5パーセント、フリースロー成功率93.9パーセント、ユーロリーグでは18試合に出場し、1試合平均18.8分の出場で、6.1得点、2.2リバウンドという成績を残した。ブレオガンとバレンシアでプレーした合計スタッツは、22試合出場、1試合平均21.4分の出場で、9.7得点、2.6リバウンド、1.5アシスト、フリースロー成功率91.8パーセントという成績を残している。

##### FCバルセロナ・バスケット(2024-2025)
2024年7月25日、ユーロリーグとリーガACBに所属するFCバルセロナ・バスケットへ1年契約で加入すると発表された。

##### BCドバイ(2025-)
2025年7月17日、ABAリーグに所属し、2025-2026シーズンからユーロリーグに参加するBCドバイへの加入が発表された。契約期間は2026-2027シーズン終了までとなっている。

## 人物・エピソード
モントロスクリスチャン高校時代には千葉ジェッツの富樫勇樹と共にプレーした経験もある。